# Делмар (Њујорк)
Делмар (енгл. Delmar) град је у америчкој савезној држави Њујорк.

## Демографија
По попису из 2000. године број становника је 8.292.
| Група             | 2000.         | 2010.    |
| Белци             | 7.930 (95,6%) | 0 (0,0%) |
| Афроамериканци    | 98 (1,2%)     | 0 (0,0%) |
| Азијати           | 103 (1,2%)    | 0 (0,0%) |
| Хиспаноамериканци | 102 (1,2%)    | 0 (0,0%) |
| Укупно            | 8.292         | 0        |